# Ryan Lochte
Ryan Steven Lochte (Rochester, 3 de agosto de 1984) é um nadador norte-americano. Ele é detentor de vários recordes mundiais e é um medalhista olímpico. Ele conquistou medalha de ouro na prova de 4x200 metros livre nos Jogos Olímpicos de 2004, em Atenas, e conquistou medalha de prata nos 200 m medley na mesma olimpíada. Ele também conquistou ouro nos 200 m costas e nos 4x200 m livre nos Jogos Olímpicos de 2008, em Pequim, e também é um medalhista de bronze nos 400 m e 200 m individuais medley na mesma Olimpíada.
Lochte é especialista em nado costas e individual medley, mas também é um nadador estilo livre com grande desempenho. Ele é notado pela velocidade e distância que ele desempenha quando está submerso na água. Ele também é rival nas águas de Michael Phelps e de Aaron Peirsol (este, já aposentado), mas fora delas são grandes amigos.

## Vida pessoal
Lochte nasceu em Rochester, Nova York. Ele estudou no Colégio Primário Spruce Creek em Port Orange, Florida.
Ele se graduou na Universidade da Florida, onde ele nadou em campeonatos de natação da universidade organizados pela NCAA. Ele atualmente mora em Charlotte, na Carolina do Norte, e treina na SwimMac.
Ele tem duas irmãs mais velhas (Megan e Kristin) e dois irmãos mais novos (Devon e Brandon).

## Carreira

### Carreira no colegial
No Campeonato Masculino de Natação e Mergulho da NCAA em 2006 realizado na Georgia Tech Aquatic Center, em Atlanta, Geórgia, Lochte conquistou títulos em todos os eventos individuais que participou, sendo que nos 200m Costas e Medley fixou recordes no U.S Open and American. Ele bateu o recorde mais antigo da NCAA nos 400m Medley que pertencia a Tom Dolan. Ele também fixou outro recorde no U.S. Open and American, ao conquistar o tempo mais rápido nos 100m Costas individual e nos 4x100m Medley junto com a equipe Florida Gators. Na ultima prova, ele foi o mais rápido da historia do campeonato conquistando assim o recorde na prova dos 100m borboleta. O registro de recorde na competição dos 100m costas não foi ultrapassado desde que Lochte bateu seu recorde.
Lochte foi o melhor nadador de sua equipe e terminou o colegial na mesma escola.
Outras realizações de Lochte em 2006 foi quebrar o registro no SEC dos 100m borboleta que tinha 11 anos, anteriormente detidos por John Hargis. Após terminar o seu quarto ano de colegial e nadando na equipe Gators, ele conseguiu patrocínio da Speedo, juntamente com outros nadadores como Katie Hoff e Kate Ziegler, e logo depois vieram a se tornar profissionais.

### Carreira internacional
Lochte fez sua estreia olímpica nas Olimpíadas de 2004, em Atenas, após terminar em segundo nos 200 m medley sendo superado apenas por Michael Phelps. Ele também se classificou junto com a equipe dos Estados Unidos para a final dos 4x200 m livres. Nos Jogos Olímpicos de Atenas, Lochte nadou com Phelps, Klete Keller e Peter Vanderkaay na prova dos 4x200 m livres, e perturbaram a equipe australiana para conquistar o ouro. Ele também se apertou para conquistar a prata de George Bovell e László Cseh nos 200 m medley, ficando atrás do ouro de Phelps.
Pouco tempo depois no mesmo ano, veio o Campeonato da FINA de Piscinas Curtas em 2004, na cidade de Indianápolis, Lochte conquistou a medalha de prata nos 200 m medley e conquistou o bronze nos 200 m livres. Ele também conquistou o ouro nos 4x200 m livres junto com a equipe norte-americana.

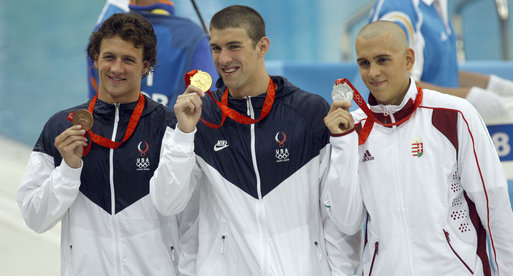
Lochte com sua medalha de bronze junto a Michael Phelps e László Cseh, em Pequim 2008.

Só duas semanas depois do Campeonato de Natação da NCAA em 2006, veio o Campeonato da FINA de Piscinas Curtas em 2006, Lochte conquistou títulos mundiais nas mesmas provas que havia conquistado no Campeonato da NCAA. Ganhou dois eventos individuais nos 200 m medley e nos 200 m costas, estabelecendo novos recordes mundiais em ambos os eventos. Ele também conquistou outro recorde mundial nos 100 m costas, e nos 4x100 m medley, tornando-se o primeiro homem a completar a distância em menos de 50 segundos. Ele ganhou uma terceira medalha de ouro nos 400 m nos medley, estabelecendo um novo recorde norte-americano. Ele foi apontado como o melhor nadador do sexo masculino no campeonato FINA.
Em 2007, no Campeonato Mundial de Natação em Melbourne, na Austrália, Lochte ganhou sua primeira medalha de ouro individual em um campeonato mundial de piscinas longas 200 m costas contra o norte-americano Aaron Peirsol, rompendo o recorde mundial de Peirsol na prova que já vinha a 7 anos. Este foi o primeiro recorde mundial de Lochte em piscinas longas. Lochte também conquistou um novo recorde mundial na prova dos 4x200 m livres junto com a equipe dos Estados Unidos (Michael Phelps, Klete Keller e Peter Vanderkaay). Ele também conquistou medalhas de prata nos 100 m costas, 200 m medley, e nos 400 m medley, tornando-se o segundo no ranking de medalhas totais sendo superado apenas por Michael Phelps.
Em 29 de junho de 2008, nas eliminatórias para as Olimpíadas, tanto Michael Phelps como Lochte quebraram os recordes mundiais anteriores. Phelps, por ser o vencedor das provas, definiu o novo recorde mundial. Lochte se classificou nos 200 m livres e costas, sendo assim indo para os Jogos Olímpicos de Verão de 2008. Em Pequim, ele conquistou o bronze nos 400 m livres, e Phelps conquistou o ouro e o recorde mundial. Em 14 de agosto de 2008, Lochte ganhou a medalha de ouro nos 200 m costas, simultaneamente, batendo o recorde mundial.
No ano de 2009 Lochte foi eleito o nadador do ano nos Estados Unidos, superando Michael Phelps.

## Incidente durante as Olimpíadas do Rio de Janeiro de 2016
Na manhã de 14 de agosto de 2016, Lochte e Jimmy Feigen alegaram que eles e os companheiros Gunnar Bentz e Jack Conger foram roubados no Rio de Janeiro, Brasil, durante os Jogos Olímpicos de Verão de 2016, depois de quatro homens supostamente abordá-los e assaltá-los nas primeiras horas da manhã. A Polícia Civil do Estado do Rio de Janeiro concluiu que os atletas não foram roubados, e sim que tinham fabricado a história. A investigação descobriu que os nadadores pararam em um posto de gasolina do bairro, onde foram envolvidos em um confronto com guardas de segurança por conta de vandalismo que os nadadores tinham causado em um banheiro em estado de embriaguez.
Na mídia, o caso ficou conhecido como Lochtegate. Após esta polêmica, Speedo, Ralph Lauren e marcas de cosméticos e colchões anunciam o desligamento do patrocínio com nadador americano. O comediante Curtis Lepore fez sucesso criando uma paródia sobre a confusão.